# Raised on radio
Raised on radio is een studioalbum van Journey.
Journey kende in de voorgaande jaren een enorm succes in de Verenigde Staten en ook Europa begon gezien de verkoopcijfers in het Verenigd Koninkrijk warm te lopen voor de band. De nasleep van het album Frontiers eiste echter zijn tol. De heren en met name Schon en Perry waren een beetje op elkaar uitgekeken en startten diverse soloprojecten om wat stoom af te blazen. Geen van de pogingen, ook die van Cain niet, slaagde erin zowel qua muziek niveau en qua verkoopcijfers Journey te evenaren. In 1985 begonnen Schon en Perry de kar van Journey weer te trekken, maar het bleek dat de leden toch uit elkaar gegroeid waren. Tijdens de opnamen onder de werktitel Freedom werden Ross Valory (lid van het eerste uur) en Steve Smith aan de kant gezet, dat geheel tegen de zin in van het management. Smith sloeg nog wel een aantal nummers op de drums. Er werd een ander tandem ingezet bestaande uit studiomusici. Dit had direct zijn weerslag op de muziek, die was veel gepolijster dan de muziek Frontiers. Dat is vooral goed voor de Amerikaanse markt waar het album de vierde plaats haalde in de Billboard 200, Europa vielen de verkoopcijfers tegen (plaats nummer 22 in de UK was het hoogste). Het album is opgenomen in de Plant Studio in Sausolito en de Fantasy Studio in Berkeley (Californië).
In de Verenigde Staten verkochten de singles van het album ook goed: Girl can’t help it, Be good to yourself, I’ll be allright without you en Suzanne haalden met gemak de Billboard Hot 100. Toch had OOR's Pop-encyclopedie het idee dat het niet meer goed kwam binnen Journey en ze had gelijk. De tour werd slechts gedeeltelijk verzorgd, mede omdat Perry er (kennelijk) geen zin meer in had. In 1987 was het afgelopen. Schon ging samen met Cain op tournee met onder meer Jimmy Barnes en Michael Bolton. Cain ontmoette zijn oude maatjes uit The Babys en de band Bad English startte een succesvolle tijd. CBS molk het succes van Journey verder uit met maar steeds weer verzamelalbums.

## Musici
- Neal Schon – gitaar, zang; toetsinstrumenten op 10, gitaarsynthesizerh
- Steve Perry - zang
- Jonathan Cain – toetsinstrumenten, zang
- Randy Jackson – basgitaar, zang
- Larrie Londin – slagwerk, percussie
- Steve Smith – slagwerk op 2, 10 en 11.
- Dan Hull – saxofoon op 2 & 7; harp op 7
- Steve Minkins - percussie op 3

## Muziek
Alle door Cain, Perry en Schon, tenzij anders aangegeven.

| Nr. | Titel                                            | Duur |
| --- | ------------------------------------------------ | ---- |
| 1.  | Girl can't help it                               | 3:50 |
| 2.  | Positive touch                                   | 4:16 |
| 3.  | Suzanne (Cain, Perry)                            | 3:38 |
| 4.  | Be good to yourself                              | 3:51 |
| 5.  | Once you love somebody                           | 4:40 |
| 6.  | Happy to give (Cain, Perry)                      | 3:49 |
| 7.  | Raised on radio                                  | 3:49 |
| 8.  | I'll be alright without you                      | 4:49 |
| 9.  | It could have been you                           | 3:37 |
| 10. | The eyes of a woman                              | 4:32 |
| 11. | Why can't this night go on forever (Cain, Perry) | 3:43 |

De heruitgave van het album uit 2006 kende een aantal bonustracks in live-uitvoeringen van Girl can’t help it en I’ll be allright without you.